# Корнудо дулітський
Корнудо дулітський (Batrachostomus harterti) — вид дрімлюгоподібних птахів родини білоногових (лат. Podargidae).

## Етимологія
Наукова назва виду B. harterti вшановує німецького орнітолога Ернста Гартерта.. Епітет ненаукової назви походить від гори Дуліт, де виявлений типовий зразок виду.

## Поширення
Ендемік Калімантану. Трапляється у північних та центральних гірських районах острова. Мешкає у гірських дощових лісах.

## Опис
Птах завдовжки 32-37 см, вагою 220—250 г. Голова, спина, крила та хвіст тесно-коричневі. Деякі криючі крил білі. На шиї є смуга бежевого забарвлення. Груди та черево світло-коричневі з білими плямами.

## Спосіб життя
Активний вночі. Живиться комахами та дрібними безхребетними. Гніздо будує у розвилці гілок. У гнізді одне біле яйце.